# آیدا لافونتن
آیدا لافونتین (۱۹۹۷م) خواننده، ترانه‌سرا و رقصنده سوئدی است. جایگاه او به عنوان خواننده در میان محبوب‌ترین خوانندگاه قرار دارد. در کنار خوانندگی حرفه اصلی او گیتار و پیانو نیز می‌نوازد. اما موهبت طراز اول او در آواز و صدای ترانه‌های او می‌باشد. موسیقی بیشتر زندگی روزمره او را به خود اختصاص می‌دهد. اکنون نیز در SDA (آکادمی رقص اسکاندیناوی) به عنوان دانشجو رشته رقص مشغول تحصیل می‌باشد.

## زندگی و پیشه
آیدا لافونتین (زاده ۱۹ مه ۱۹۹۷ در سولنتونا) است. او از دوران کودکی شروع به توسعه مهارت‌های خود در زمینه موسیقی کرد. از هر فرصتی برای آواز خواندن و اجرای برنامه‌های کوچک و نوشتن آهنگ‌های خود استفاده نمود. می‌توان گفت استعداد خلاق آیدا لافونتین با ورود به کلاس چهارم ابتدایی بیشتر و بیشتر آشکار شد. در یک پیشامد در خور توجه روزی معلمان مدرسه پس از طولانی شدن اجازه برای رفتن به دستشویی او را در دستشویی مدرسه پیدا کردند در حالی که مشغول آواز خواندن جلوی آینه به جای حل مسائل ریاضی درس بود. خانواده پس از مشاهده استعداد او تصمیم گرفتند که به آیدا فرصتی برای استعدادهایش بدهند و او را به مدرسه موسیقی منتقل کردند.

## پیشه موسیقی زود هنگام
آیدا لافونتن از سن سه سالگی آرزوی زندگی روی صحنه را داشت. او در کودکی به دوستان و خانواده بلیت کنسرت می‌فروخت و در اتاق خصوصی خود برای آنها ترانه اجرا می‌کرد. از ده سالگی به‌طور کامل برای رسیدن به هدف خود سرمایه‌گذاری کرده‌است. خوانندگی را در سن ۱۰ سالگی با خواندن آهنگ مونز زلمرلوو "Hold on" شروع کرد. با توجه به سن کم او، راه طولانی‌تر از آن چیزی بوده‌است که تصور می‌شود. همه چیز واقعاً با غسل تعمید برادر کوچک شروع شد. در سال ۲۰۱۱ شرکت کرد. در سال ۲۰۱۲، او با وارنر موزیک قرارداد کار خوانندگی بست، و در سپتامبر همان سال اولین تک آهنگ موسیقی او با عنوان: "Dancing 4 my Life" منتشر شد. سپس در ۷ اوت ۲۰۱۴ آلبوم تک آهنگ "Anthem" را منتشر نمود آیدا لافونتن در مصاحبه‌ای دربارهٔ خود اینچنین می‌گوید:
راستش خیلی در سوئد نظرات مختلف زیادی در مورد موسیقی من وجود دارد. در ایالات متحده آمریکا راحت تر هستم، زیرا موسیقی پاپ که من دوست دارم بسیار آمریکایی است. اما با برخورد و تمجید بسیار خوبی که در شبکه‌های اجتماعی و از افراد صاحب نطر در حوزه صنعت موسیقی دریافت می‌کنم حس خوبی برای کار بیشتر به من دست می‌دهد. این نکته را اضافه کنم، فکر می‌کنم در موسیقی، شر لوید به قلب من نزدیک است. اما یکی دیگر از مواردی که همیشه برای من خاص خواهد بود مایکل جکسون است. تاثیز پذیری و ارائه آهنگ‌های او کاملاً جادویی است. تنها یک مایکل وجود خواهد داشت و مهم است که به عنوان هنرمندان پاپ پیام او را ادامه دهیم. امیدوارم از ترانه Anthem خوشتون بیاد و آهنگ رو بشنوید. من برای توسعه صدایم وقت می‌گذارم و می‌خواهم تلاش کنم و در بازارهای بین‌المللی گسترش پیدا کنم 
.

## دیسکوگرافی
آیدا لافونتن از پاییز ۲۰۱۵م هر هفته برنامه دو نکته تک آهنگ خود را در مورد تک آهنگ‌های تازه منتشر شده هنرمندان دیگر در کانال رادیویی Freshsounds ارائه می‌دهد، این کانال وب سایت، از مجموعه ایستگاه‌های رادیویی MTG به‌شمار می‌رود. مهمترین اجراهای آیدا لافونتن به شرح ذیل می‌باشد:
- 2011 – Se Mig (مرا ببین!)
- 2012 – Dancing 4 My Life (Warner Music) (رقص ۴ زندگی من!)
- 2013 – YOLO
- 2013 – Dear Darling (عزیزم!)
- 2014 – "MAD"
- 2015 – "Anthem" (Universal Music Group) (سرود، گروه موسیقی جهانی!)
- 2015 – Shut Up and Kiss Me (Universal Music Group)(خفه شو و مرا ببوس!)
- 2015 – It´s christmas time again (Universal Music Group) (دوباره زمان کریسمس!)
- 2016 – Go Again (Universal Music Group) (دوباره برو!)